# Градска општина Звездара
Општина Звездара је градска општина Града Београда. Налази се у југоисточном делу града Београда. Општина заузима површину од 3.165 ha, на којој према попису из 2011. живи 151.808 становника. Према подацима са последњег пописа 2022. године у општини је живело 172.625 становника   Слава општине Звездара је Сретење Господње, 15. фебруар.

## Историја
На врху брда раније познатог као Велики Врачар подигнута је 1887. астрономска опсерваторија по којој су овај крај, а касније и општина добили назив. Укидањем Петог рејона 1952. подручје данашње општине Звездара је подељено на Стари Ђерам и Звездару. Седишта Народних одбора ових општина је било у Крфској 7 одн. Господара Вучића 345 (или 245). Граница је ишла од Војислава Илића Брегалничком до Булевара Револуције, Булеваром до Тршћанске, Тршћанском до Димитрија Туцовића, Д. Туцовића до Чегарске, Чегарском до Панчине, Панчином до Вељка Дугошевића, В. Дугошевића до Лаудоновог Шанца, Шанцем до пута за Миријево. Ове две општине су 1960. спојене у садашњу општину.

## Демографија
Према попису из 2002. године општина Звездара има 132.621 становника у 51.626 домаћинстава. Број становника износи 8% укупног становништва Београда.

## Установе
У општини Звездара налази се неколико вртића и основних школа; неколико средњих школа, укључујући Медицинску школу,  Београдску гимназију, као и VII Београдску гимназију; Библиотека "Вук Караџић" са седам огранака широм Општине; Дом здравља "Звездара" са огранком у Миријеву и Градска болница; Установа културе „Вук Стефановић Караџић" и позоришта УК „Вук Стефановић Караџић" и „Звездара театар”.

### Кретање броја становника
- 1971: 112.938
- 1981: 127.753
- 1991: 140.483
- 2002: 132.621

### Етничка структура
- Срби - 119.570
- Црногорци - 1.715
- Југословени - 1.609
- Хрвати - 636
- Македонци - 360
- остали

## Meсне заједнице
1. Булбулдер
2. Велики Мокри Луг
3. Војвода Мишић
4. Војвода Путник
5. Врачарско поље
6. Вуков споменик
7. Звездара
8. Зелено брдо
9. Липов лад
10. Мали Мокри Луг
11. Миријево
12. Ново Миријево
13. Северни булевар
14. Славујев поток
15. Смедеревски ђерам
16. Стеван Синђелић
17. Ћирило и Методије